# 1815 год
1815 (ты́сяча восемьсо́т пятна́дцатый) год  по григорианскому календарю — невисокосный год, начинающийся в воскресенье. Это 1815 год нашей эры, 5‑й год 2‑го десятилетия XIX века 2‑го тысячелетия, 6‑й год 1810‑х годов. Он закончился 210 лет назад.
| Пн | Вт | Ср | Чт | Пт | Сб | Вс |
|    |    |    |    |    |    | 1  |
| 2  | 3  | 4  | 5  | 6  | 7  | 8  |
| 9  | 10 | 11 | 12 | 13 | 14 | 15 |
| 16 | 17 | 18 | 19 | 20 | 21 | 22 |
| 23 | 24 | 25 | 26 | 27 | 28 | 29 |
| 30 | 31 |    |    |    |    |    |

| Пн | Вт | Ср | Чт | Пт | Сб | Вс |
|    |    | 1  | 2  | 3  | 4  | 5  |
| 6  | 7  | 8  | 9  | 10 | 11 | 12 |
| 13 | 14 | 15 | 16 | 17 | 18 | 19 |
| 20 | 21 | 22 | 23 | 24 | 25 | 26 |
| 27 | 28 |    |    |    |    |    |

| Пн | Вт | Ср | Чт | Пт | Сб | Вс |
|    |    | 1  | 2  | 3  | 4  | 5  |
| 6  | 7  | 8  | 9  | 10 | 11 | 12 |
| 13 | 14 | 15 | 16 | 17 | 18 | 19 |
| 20 | 21 | 22 | 23 | 24 | 25 | 26 |
| 27 | 28 | 29 | 30 | 31 |    |    |

| Пн | Вт | Ср | Чт | Пт | Сб | Вс |
|    |    |    |    |    | 1  | 2  |
| 3  | 4  | 5  | 6  | 7  | 8  | 9  |
| 10 | 11 | 12 | 13 | 14 | 15 | 16 |
| 17 | 18 | 19 | 20 | 21 | 22 | 23 |
| 24 | 25 | 26 | 27 | 28 | 29 | 30 |

| Пн | Вт | Ср | Чт | Пт | Сб | Вс |
| 1  | 2  | 3  | 4  | 5  | 6  | 7  |
| 8  | 9  | 10 | 11 | 12 | 13 | 14 |
| 15 | 16 | 17 | 18 | 19 | 20 | 21 |
| 22 | 23 | 24 | 25 | 26 | 27 | 28 |
| 29 | 30 | 31 |    |    |    |    |

| Пн | Вт | Ср | Чт | Пт | Сб | Вс |
|    |    |    | 1  | 2  | 3  | 4  |
| 5  | 6  | 7  | 8  | 9  | 10 | 11 |
| 12 | 13 | 14 | 15 | 16 | 17 | 18 |
| 19 | 20 | 21 | 22 | 23 | 24 | 25 |
| 26 | 27 | 28 | 29 | 30 |    |    |

| Пн | Вт | Ср | Чт | Пт | Сб | Вс |
|    |    |    |    |    | 1  | 2  |
| 3  | 4  | 5  | 6  | 7  | 8  | 9  |
| 10 | 11 | 12 | 13 | 14 | 15 | 16 |
| 17 | 18 | 19 | 20 | 21 | 22 | 23 |
| 24 | 25 | 26 | 27 | 28 | 29 | 30 |
| 31 |    |    |    |    |    |    |

| Пн | Вт | Ср | Чт | Пт | Сб | Вс |
|    | 1  | 2  | 3  | 4  | 5  | 6  |
| 7  | 8  | 9  | 10 | 11 | 12 | 13 |
| 14 | 15 | 16 | 17 | 18 | 19 | 20 |
| 21 | 22 | 23 | 24 | 25 | 26 | 27 |
| 28 | 29 | 30 | 31 |    |    |    |

| Пн | Вт | Ср | Чт | Пт | Сб | Вс |
|    |    |    |    | 1  | 2  | 3  |
| 4  | 5  | 6  | 7  | 8  | 9  | 10 |
| 11 | 12 | 13 | 14 | 15 | 16 | 17 |
| 18 | 19 | 20 | 21 | 22 | 23 | 24 |
| 25 | 26 | 27 | 28 | 29 | 30 |    |

| Пн | Вт | Ср | Чт | Пт | Сб | Вс |
|    |    |    |    |    |    | 1  |
| 2  | 3  | 4  | 5  | 6  | 7  | 8  |
| 9  | 10 | 11 | 12 | 13 | 14 | 15 |
| 16 | 17 | 18 | 19 | 20 | 21 | 22 |
| 23 | 24 | 25 | 26 | 27 | 28 | 29 |
| 30 | 31 |    |    |    |    |    |

| Пн | Вт | Ср | Чт | Пт | Сб | Вс |
|    |    | 1  | 2  | 3  | 4  | 5  |
| 6  | 7  | 8  | 9  | 10 | 11 | 12 |
| 13 | 14 | 15 | 16 | 17 | 18 | 19 |
| 20 | 21 | 22 | 23 | 24 | 25 | 26 |
| 27 | 28 | 29 | 30 |    |    |    |

| Пн | Вт | Ср | Чт | Пт | Сб | Вс |
|    |    |    |    | 1  | 2  | 3  |
| 4  | 5  | 6  | 7  | 8  | 9  | 10 |
| 11 | 12 | 13 | 14 | 15 | 16 | 17 |
| 18 | 19 | 20 | 21 | 22 | 23 | 24 |
| 25 | 26 | 27 | 28 | 29 | 30 | 31 |

## События
- 8 января
  - американский генерал Эндрю Джексон разбил британские войска под Новым Орлеаном[1].
  - А. С. Пушкин прочитал Державину своё стихотворение «Воспоминание в Царском Селе».
- 26 февраля — Наполеон бежал с острова Эльба.
- 1 марта — Наполеон, взяв с собой 1100 человек, высадился в бухте Жуан недалеко от мыса Антиб и через несколько дней затерялся в Альпах.
- 20 марта — Наполеон вступил в Париж. Начало «Ста дней»[2].
- 25 марта — создана седьмая антифранцузская коалиция (Россия, Великобритания, Австрия и Пруссия)[2].
- 5—12 апреля — извержение вулкана Тамбора на острове Сумбава в Индонезии. Погибли 92 000 человек. Одно из крупнейших извержений вулканов в истории человечества.
- 11 апреля — с выступления сербских повстанцев в Валевской нахии началось Второе сербское восстание[3].
- 7 мая — сербские повстанцы разбили турецкие части у горы Любич близ города Чачак[3].
- 9 мая — манифест «О договорах, заключённых к пользе государственной; о присоединении к Империи Российской обширнейшей части Герцогства Варшавского».
- 17 мая — сербские повстанцы освободили город Палеж[3].
- 30 мая — затонуло в шторм судно Ост-Индской компании «Арнистон»[англ.], погибли 372 человека[4].
- 8 июня — на Венском конгрессе образован Германский союз в составе 39 германских государств[5].
- 9 июня — Венский конгресс принял заключительный Акт и закрылся: Большая часть Герцогства Варшавского присоединена к Российской империи под именем Царства Польского (Галиция отошла к Австрии, герцогство Познанское и Краковская республика — к Пруссии).
- 16 июня — Наполеон одержал свою последнюю победу над прусско-саксонской армией фельдмаршала Блюхера при Линьи (Бельгия)[2].
- 18 июня — битва при Ватерлоо[2].
- 22 июня — Наполеон отрёкся от престола[2].
- 3 июля — сербские повстанцы захватили город Пожаревац. На подавление восстания брошены две турецкие армии из Боснии и Румелии[3].
- 6 июля — союзники вновь вступили в Париж[2].
- 8 июля — Людовик XVIII возвратился в Париж[6].

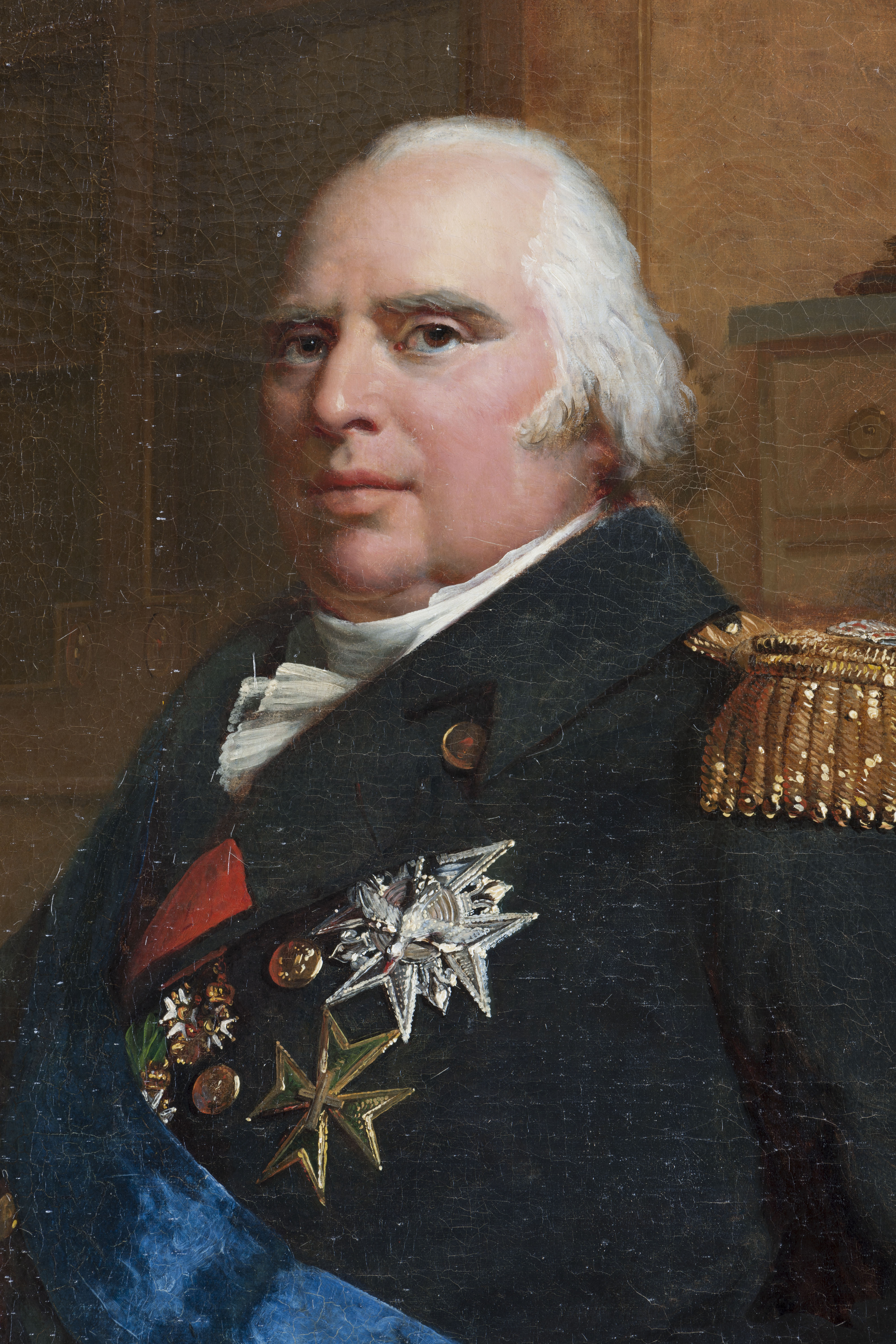
Людовик XVIII

- 9 июля — образовано правительство Франции во главе с Талейраном и Фуше[6].
- 31 июля — Филадельфийская железнодорожная катастрофа (Англия), в результате которой погибли от 13 до 16 человек. Самая первая железнодорожная катастрофа.
- 7 августа — Союзный договор — новая конституция Швейцарии.
- 28 августа — лидер сербских повстанцев Милош Обренович и вали Румелии Марашлы Али-паша заключили перемирие[3].
- 3 сентября — в Казани произошёл сильнейший пожар.
- 6 сентября — Симон Боливар пишет в эмиграции своё знаменитое «Письмо с Ямайки», в котором выражает уверенность в победе в войне за независимость и призывает к латиноамериканскому единству[7].
- 16 сентября — в Мексике указом короля Испании восстановлена инквизиция[8].
- 26 сентября
  - Создан «Священный союз»[9].
  - Отставка Талейрана. Герцог Арман Эммануэль Ришельё во главе правительства Франции[6].
- 10 октября — Милош Обренович и Марашлы Али-паша заключил устное соглашение, расширявшее самостоятельность сербов. Милош Обренович стал верховным кнезом Сербии[3].
- 13 октября — Мюрат расстрелян в Пиццо.
- 17 октября — началась ссылка Наполеона Бонапарта на острове Св. Елены в Атлантике.
- 3 ноября — первый пароход в России, построенный владельцем петербургского механико-литейного завода Карлом Бердом, совершил свой первый рейс из Петербурга в Кронштадт.
- 20 ноября — В Париже между участниками седьмой антифранцузской коалиции (Россией, Англией, Австрией и Пруссией) подписан Парижский мирный договор (Второй)[10].
- 27 ноября — Царство Польское в составе Российской империи получило свою конституцию, подписанную в этот день Александром I[11].
- Взятие британцами столицы Цейлона Канди. Завоевание Цейлона.
- 7 декабря — в Париже на площади Обсерватории маршал Ней, прозванный во Франции «храбрейшим из храбрых», отдал свою последнюю команду, приказав взводу гренадеров расстрелять его[10].
- 15 декабря — распущен революционный Конгресс Мексики, создана временная исполнительная комиссия[8].
- 16 декабря — португальская колония Бразилия получила статус королевства. Португальский регент принц Жуан провозглашён королём Бразилии под именем Жуана VI[12].
- 22 декабря — в окрестностях Мехико расстрелян взятый в плен испанской армией лидер борьбы за независимость Мексики Хосе Морелос[8].

## Родились
См. также: Категория:Родившиеся в 1815 году

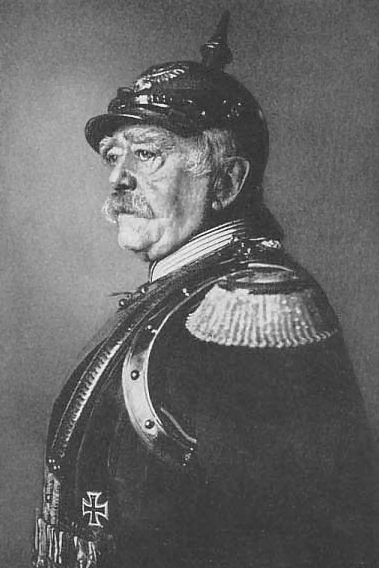
Бисмарк

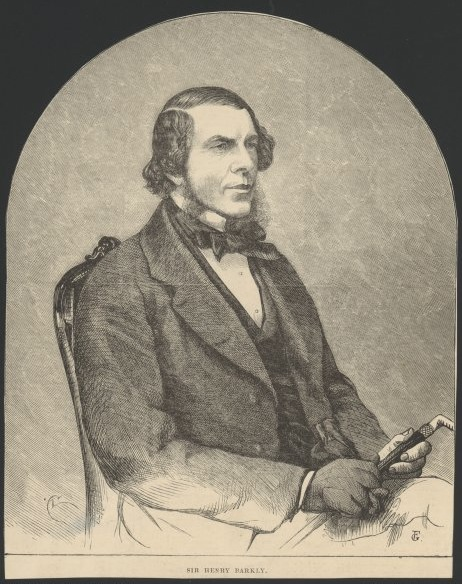
Генри Баркли

- 3 февраля — Эдвард Джеймс Рой, пятый президент Либерии (ум. 1872).
- 24 февраля — Генри Баркли (ум. 1898), британский политик, покровитель наук, в разное время губернатор Британской Гвианы, Ямайки, Маврикия, Виктории и Капской колонии.
- 5 марта — Мехмед Эмин Аали-паша, великий визирь Османской империи в 1852, 1855 — 1856, 1858 — 1859, 1861 и 1867 — 1871 годах. (ум.1871)
- 6 марта — Пётр Павлович Ершов, русский поэт, автор сказки «Конёк-Горбунок» (ум. 1869).
- 1 апреля — Отто фон Бисмарк, германский государственный деятель, первый рейхсканцлер Германской империи (ум. 1898).
- 27 апреля — Александр Альбер, французский революционер-социалист, один из ведущих деятелей революции 1848 года во Франции (ум.1885)
- 20 июня — Жак Оффенбах, французский композитор, основоположник классической оперетты (ум. 1880).
- 29 июня — Николай Иванович Сазонов, русский публицист, общественный деятель, дворянин.
- 4 июля — Павел Андреевич Федотов, русский художник (ум. 1852 1815).
- 24 сентября — Альбина-Габриэла Пузына, польско-литовская писательница, поэтесса, комедиограф, мемуарист (ум. 1869).
- 2 ноября — Джордж Буль, математик.
- 10 декабря — Ада Лавлейс, дочь Байрона, первый программист.

## Скончались
См. также: Категория:Умершие в 1815 году
- 24 февраля — Роберт Фултон, американский изобретатель, создатель первого практически пригодного парохода.
- 8 мая — Иван Семёнович Дорохов, герой Отечественной войны 1812, генерал-лейтенант.
- 7 декабря — Мишель Ней, маршал Наполеона (расстрелян).
- 22 декабря — Хосе Мария Морелос, лидер борьбы за независимость Мексики (род.1765).